# زبان سنگسری
زبان سنگسری (ISO/DIS ۶۳۹–۳)، زبانی مخصوص و عضوی از گروه زبان‌های سمنانی شاخهٔ شمال‌غربی، غربی و زبان‌های ایرانی است که خود شاخه‌ای از زبان‌های هندوایرانی و آن نیز به نوبه خود شاخه‌ای از زبان‌های هندواروپایی است (در برخی منابع زبان سنگسری مستقلاً عضوی از شاخهٔ شمال‌غربی زبان‌های ایرانی قرار گرفته است). و با زبان سمنانی، سرخه‌ای و لاسگردی نزدیکی و شباهت خاصی دارد.*
زبان سنگسری در موارد عدیده مشابهت به خوارزمی قدیم دارد برای مثال در گاهنمای سنگسری «نو سال» همان است که در تقویم سغد قدیم به نام نوسرد و در تقویم خوارزم آن روزگار به نام «ناوسارجی» خوانده می‌شده است.*
این زبان بیشتر توسط مردم شهر سنگسر و چند منطقه در اطراف آن استفاده می‌شود. همچنین شماری از گویشوران این زبان در شهرستان ساوه در استان مرکزی نیز، حضور دارند. تقریباً تعداد ۲۰۰٫۰۰۰ نفر در سراسر جهان به این زبان سخن می‌گویند.
رزم‌آرا در کتاب فرهنگ جغرافیایی ایران دربارهٔ زبان سنگسری می‌نویسد:

«زبان سنگسری مخلوط به تاتی و راجی است.»

## دستور زبان
زبان‌شناسان تحول زبان فارسی را به سه مرحلهٔ فارسی باستان، فارسی میانه و فارسی نو تقسیم می‌کنند. در این میان ارتباط فارسی میانه و فارسی نو و تحولی که در این فاصله پیش آمده کاملاً آشکار است اما دانشمندان معتقدند که فارسی باستان ارتباط مستقیمی با فارسی میانه ندارد و در فارسی باستان و زبان اوستایی نام‌ها از نظر جنسیت «تذکیر، تأنیث و حالت خنثی» دارای شناسه‌های خاصی می‌باشد و تصریف افعال با توجه به آن، گونه‌های مختلف به خود می‌گیرد و حال آنکه در فارسی میانه هیچ اثری از آن نیست و باید در فاصلهٔ این دو دورهٔ تحول زبان، زبان دیگری وجود داشته باشد که تا حدی از جهات مذکور با فارسی باستان مشابهت داشته باشد. این شباهت در زبان سنگسری موجود است به این معنی که هنوز زبان سنگسری حالات تذکیر و تأنیث اسم‌ها را حفظ کرده است مثلاً کلیه جانوران مذکر یا مؤنث، از نظر دستور زبان سنگسری مؤنث به‌شمار می‌آیند و کلیه موجودات غیر آنها را مذکر می‌دانند و سوم شخص مفرد از نظر تذکیر و تأنیث متفاوت است و تمام اینها بر تصریف افعال تأثیر می‌گذارند. به هر حال زبان سنگسری گرچه از نظر تصریف نام‌ها و افعال وسعت فارسی باستان را ندارد، اما مانند فارسی میانه کاملاً خالی از آنها نیست و به عبارت دیگر فاصلهٔ موجود در تحول زبان فارسی باستان و فارسی میانه را پر می‌نماید یعنی از فارسی میانه به مراتب کهن‌تر است.
آرتور کریستنسن پس از بررسی زبان‌های این منطقه، می‌گوید:
معلوم بود که دستور زبان گویش سنگسر، در بعضی موارد خاص، ساختار کهن‌تری از گویش سمنانی را حفظ کرده است.— آرتور کریستن سن، فراسوی دریای مازندران

## واژه‌ها
در زبان سنگسری واژه‌های بسیاری وجود دارد که با واژه‌های اوستایی همانند می‌باشد که به‌طور مثال چند واژهٔ زیر ذکر می‌گردد:
1. کَس: کوچک (که)
2. مَس: بزرگ (مَه)
3. مونگ: ماه
4. اِسِه: اکنون
5. هَپو: آب (کودکانه)
6. تَ: مال تو
7. لوژِنگ: هواکش، روزن
8. شته واش: نوعی گیاه سمی
9. اِسپِه: سگ
10. ورف/وفر: برف
11. دَس: ده
12. گوت: سراپرده، خیمه
13. اینو: پیر و ناتوان
14. وَرک: گرگ
15. نِسوم: زمین پست، دور از تابش آفتاب
16. گوراسکا: سوراخ و حوش
17. پیمه: زمین (از پیمودن)
18. مشتی مَچی: به اندازهٔ یک مشت
19. اَ: من
20. پَس: گوسفند

بسیاری از واژه‌های زبان پهلوی اشکانی همانند یا مشابه واژه‌های سنگسری است؛ مثلاً:
1. شپ: جهش
2. گِری: گردن (گریبان)
3. تر: ناحیه
4. کرند: کنند
5. واش: گیاه، علف
6. اَ: من
7. ولگ: برگ
8. بوات: گفت
9. مد وانده: به من می‌گوید
10. وَر: کنار

از دلایل ساکن شدن سکاها در سنگسر وجود واژه‌های فراوان زبان سکایی در زبان سنگسری است؛ مثلاً واژه‌های:
1. چَفت: آغل
2. زَرَژ: کبک
3. پِشه: پدر

همچنین پاره‌ای از واژه‌های سنگسری حکایت از اعتقادات و اعمال زرتشتی در قدیم دارد. از جمله:
1. شِوی: پیراهن مقدس
2. سدره: شپیک
3. ستره: سدره یا همان پیرهن مقدس
4. زنافر: مقدار کم‌اهمیت، تنافور
5. فتات: کاملاً شسته شده، پاتیات شستشوی همراه با اوراد یا تطهیر مذهبی